# Särkilampi (sjö i Heinävesi, Södra Savolax)
Särkilampi är en sjö i kommunen Heinävesi i landskapet Södra Savolax i Finland. Arean är 27 hektar och strandlinjen är 4,7 kilometer lång.  Den  ingår i Vuoksens huvudavrinningsområde.  Sjön ligger omkring 120 kilometer nordöst om S:t Michel och omkring 330 kilometer nordöst om Helsingfors. 
I sjön finns ön Särkilamminsaari. Särkilampi ligger sydväst om Sulkava. 